# Bongeia
Bongeia is een geslacht van rechtvleugeligen uit de familie sabelsprinkhanen (Tettigoniidae). De wetenschappelijke naam van dit geslacht is voor het eerst geldig gepubliceerd in 1902 door Sjöstedt.

## Soorten
Het geslacht Bongeia omvat de volgende soorten:
- Bongeia brevicauda Ebner, 1943
- Bongeia puncticollis Sjöstedt, 1902